# 叛亂：現代步兵作戰
《叛亂：現代步兵作戰》是《戰慄時空2》的模組，以Valve開發的Source引擎運行。公測版第一個版本已經在2007年7月2日發佈，更新檔將於公測版第一個版本幾天後推出。公測版第二版則在2007年11月21日釋出。

## 概要
叛亂：現代步兵作戰是一個以現代戰爭、擬真與小隊合作為基礎的半条命2模組。雙方是陣營是伊拉克反政府軍以及美國海軍陸戰隊，戰爭為了控制許多不同的地方。雙方將會因為彼此的火力而平衡，美國海軍陸戰隊具有較重的護甲但後援較少，而叛軍則有較差的護甲和較多的後援。
遊戲中有很多擬真的設定：遊戲的畫面並沒有準心供玩家瞄準，玩家須把視線移到武器的瞄準器（Iron sight）上以瞄準敵人；玩家的生命值並不會顯示於畫面上；每一個彈匣中的子彈都是獨立的，換句話說，當所有彈匣的子彈都被耗用了一部份後，玩家不能把子彈整合到同一個彈匣中。

## 遊戲模式

### 小隊
每個團隊（美軍/伊軍）都有四個小隊，每個小隊中都有一位小隊長、步槍兵、榴彈/RPG火箭兵、工兵、狙擊手以及支援兵。您所持的武器將取決於您選擇的兵種。

### 遊戲類型
可選擇四種不同遊戲類型的地圖來遊玩。

#### 戰爭模式
戰爭模式主要注重在於戰線與前線的遊戲類型。小隊長可以決定小隊的進攻或防守。基本上來說戰爭模式的遊戲地圖都不小，並且允許玩家推進或是被迫撤退到地圖的另一端。玩家的重生位置取決於玩家的目標變化。

#### 推進
推進模式主要注重在於戰線與攻擊/防禦基地的遊戲類型。玩家可選擇攻擊小隊獲是防禦小隊。攻擊小隊必須確定所有的目標在這個回合中，一個接著一個達到/倒下，而防禦小隊必須阻撓敵方的進攻小隊達成目標。一般而言，推進模式的地圖也是相當大的，重生位置取決於戰鬥小隊的攻勢。

#### 槍戰
槍戰模式並不是注重於戰線而是著重於檢查/肅清重生點的遊戲類型。小隊可以由小隊長來決定攻擊或是防守據點。槍戰模式主要為較小的地圖與固定的重生點，獲勝的方法在於團隊（美軍/伊軍）的重生點累積數量。

#### 突擊
突擊模式主要是固定堡壘防守的遊戲類型。玩家可選擇攻擊或是防禦的勢力。並且只有少數的目標。防守勢力必須保護所有的目標直到攻擊勢力失去所有的增援或是遊戲時間結束為止。遊戲地圖為中/小型以及固定的重生點。

## 武器

### 美國海軍陸戰隊
- M9 Pistol
- M67碎片式手榴彈
- M4A1 Carbine
- M16A4 Rifle
- M249
- M16A4／M203
- M1014 Shotgun
- M14 DMR

### 伊拉克反政府軍
- Makarov PM
- RGD-5碎片式手榴彈
- L1A1
- AKS-74U
- AK-47
- SKS
- RPK-74
- TOZ-194
- RPG-7
- Enfield L42A1
- Dragunova SVD

### 共同武器
- AN M18煙霧彈

## 其他連結
- （英文） INSMOD模組主頁